# Суньхункхай-центр

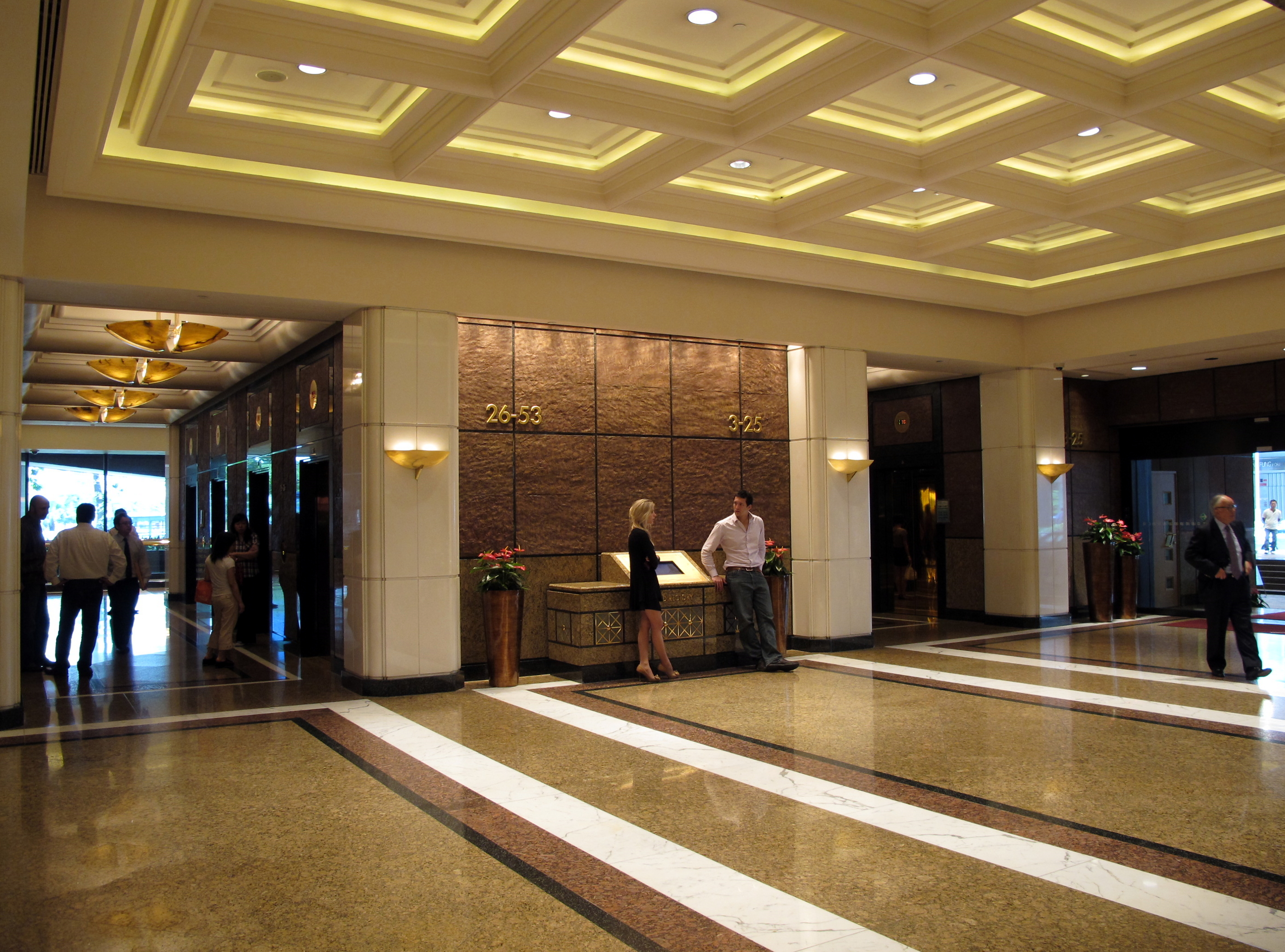
Интерьер первого этажа

Суньхункхай-центр, Сун-Хунг-Кай-центр? (англ. Sun Hung Kai Centre, кит. 新鴻基中心) — небоскрёб в Гонконге. Высота сооружения составляет 215 метров, общее количество этажей — 53. На 21 этаже здания расположено Генеральное консульство России в Гонконге.